# Kleintje Pils

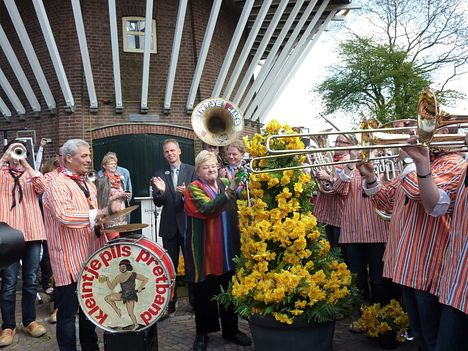
Doop van de narcis Kleintje Pils in de Keukenhof

Kleintje Pils is een Nederlands dweilorkest uit Sassenheim. De band is in 1975 opgericht en bestaat uit 15 leden. Kleintje Pils dankt zijn mondiale bekendheid aan de opzwepende populaire muziek bij schaatswedstrijden en rondom toernooien van het Nederlands Elftal.
Nog steeds zijn ze alom aanwezig tijdens grote (inter)nationale sportevenementen. De band speelde sinds 1998 bij Olympische Spelen in Nagano, Sydney, Salt Lake City, Torino, Vancouver en Londen. In 2010, tijdens de Olympische Winterspelen in Vancouver, vormde de band een grote attractie voor de internationale pers. Zo zond de Amerikaanse nieuwszender CNN ‘prime time’ een groot item uit over de bandleden en was de band gast in Colbert Report.
Tegenwoordig is Kleintje Pils ook op vele andere, vaak verrassende, locaties aanwezig. Zo treedt de band op tijdens internationale manifestaties, vaak op uitnodiging van Nederlandse ambassades, waar zij dan op aanstekelijke en gevatte wijze het ‘Oranje-gevoel’ overbrengen op het publiek. Dit was al het geval bijvoorbeeld in de Verenigde Arabische Emiraten, Malakka, Kuala Lumpur, Jakarta, New York, Moskou en Ankara.
Daarnaast keek de hele wereld mee tijdens het Friese schaatsfestijn De Elfstedentocht, waar Kleintje Pils zowel in 1986 als in 1997 bij het bekende bruggetje in Bartlehiem de sfeer verhoogde. In 2010 verzorgde Kleintje Pils een optreden tijdens de opening van de kathedraal van Paramaribo. Ook ondersteunde Kleintje Pils in hetzelfde jaar in het Zwitserse Zürich de Holland-Belgiumbid bij het hoofdkantoor van de FIFA. In 2011 was Kleintje Pils muzikale gast van de Nederlandse kolonie in Brazilië.
Kleintje Pils heeft verschillende malen medewerking verleend aan radio- en televisieprogramma's. In 2011 en 2012 waren er bijvoorbeeld optredens bij Paul de Leeuw en de populaire spelshow Ik Hou van Holland. Daarvoor waren ze te onder meer te zien in De TV-Show, Nederland Muziekland, Wie Ben Ik?, Domino-Wereldrecord, De André van Duin Show en De Wereld Draait Door. Diverse nummers van het dweilorkest zijn inmiddels op cd uitgebracht. De Amerikaanse presidentskandidaat Mitt Romney verklaarde zich tot liefhebber van de band in een interview.
Vanwege de positieve uitstraling in de sport en de functie als muzikale ambassadeurs, alsmede vertegenwoordigers van Holland Promotie, werd de band benoemd tot Ridder in de Orde van Oranje-Nassau en mag Kleintje Pils zich voortaan het 'Koninklijk onderscheiden Oranje-orkest' noemen.
Op 30 april 2013 speelde Kleintje Pils bij de inhuldiging van het koninklijk paar Willem-Alexander en Máxima tijdens de Koningsvaart in Amsterdam. Op 5 mei 2013 heeft Erica Terpstra in Keukenhof in Lisse de 'dubbele trompet narcis met oranje hart' gedoopt die de naam Kleintje Pils draagt. Daarnaast is Kleintje Pils in het klein te bewonderen in Madurodam.